# Thapelo Maseko
Thapelo Maseko (ur. 11 listopada 2002) – południowoafrykański piłkarz, występujący na pozycji napastnika w południowoafrykańskim klubie Mamelodi Sundowns FC oraz w reprezentacji Południowej Afryki. Uczestnik Pucharu Narodów Afryki 2023.

## Statystyki

### Klubowe
Na podstawie:
| Klub                 | Sezonów | Liga                  | Liga  | Liga   | Puchar krajowy | Puchar krajowy | Kontynentalne | Kontynentalne | Suma  | Suma   |
| Klub                 | Sezonów | Liga                  | Mecze | Bramki | Mecze          | Bramki         | Mecze         | Bramki        | Mecze | Bramki |
| -------------------- | ------- | --------------------- | ----- | ------ | -------------- | -------------- | ------------- | ------------- | ----- | ------ |
| Supersport United FC | 2       | Premier Soccer League | 32    | 4      | 2              | 0              | –             | –             | 34    | 4      |
| Mamelodi Sundowns FC | 1       | Premier Soccer League | 6     | 0      | 4              | 0              | 9             | 2             | 19    | 2      |
|                      | Łącznie | Łącznie               | 38    | 4      | 6              | 0              | 9             | 2             | 53    | 6      |

### Reprezentacyjne
Na podstawie:
| Mecze i gole w reprezentacji podczas Pucharu Narodów Afryki 2023 | Mecze i gole w reprezentacji podczas Pucharu Narodów Afryki 2023 | Mecze i gole w reprezentacji podczas Pucharu Narodów Afryki 2023 | Mecze i gole w reprezentacji podczas Pucharu Narodów Afryki 2023 | Mecze i gole w reprezentacji podczas Pucharu Narodów Afryki 2023 | Mecze i gole w reprezentacji podczas Pucharu Narodów Afryki 2023 | Mecze i gole w reprezentacji podczas Pucharu Narodów Afryki 2023 | Mecze i gole w reprezentacji podczas Pucharu Narodów Afryki 2023 |
| Lp.                                                              | Data                                                             | Miasto                                                           | Przeciwnik                                                       | Wynik                                                            | Gole                                                             | Inne                                                             | Faza rozgrywek                                                   |
| ---------------------------------------------------------------- | ---------------------------------------------------------------- | ---------------------------------------------------------------- | ---------------------------------------------------------------- | ---------------------------------------------------------------- | ---------------------------------------------------------------- | ---------------------------------------------------------------- | ---------------------------------------------------------------- |
| 1.                                                               | 16.01.2024                                                       | Korhogo                                                          | Mali                                                             | 0:2 (0:0)                                                        |                                                                  |                                                                  | Faza grupowa                                                     |
| 2.                                                               | 21.01.2024                                                       | Korhogo                                                          | Namibia                                                          | 4:0 (3:0)                                                        | 75'                                                              | asysta                                                           | Faza grupowa                                                     |
| 3.                                                               | 24.01.2024                                                       | Korhogo                                                          | Tunezja                                                          | 0:0 (0:0)                                                        |                                                                  |                                                                  | Faza grupowa                                                     |
| 4.                                                               | 30.01.2024                                                       | San Pédro                                                        | Maroko                                                           | 2:0 (0:0)                                                        |                                                                  |                                                                  | 1/8 finału                                                       |
| 5.                                                               | 03.02.2024                                                       | Jamusukro                                                        | Republika Zielonego Przylądka                                    | 0:0 (k. 2:1)                                                     |                                                                  |                                                                  | Ćwierćfinał                                                      |

## Sukcesy
Na podstawie:

### Klubowe
- African Football League 2023/24

### Indywidualne
- Król strzelców African Football League 2023/24